# Ruben Flach
Ruben Flach (9 juli 1968) is een Nederlandse bestuurder. Hij was van 2015 tot 2024 directeur van Stichting Opwekking. Daarvoor was hij algemeen secretaris bij de Verenigde Pinkster- en Evangeliegemeenten (VPE).

## Levensloop
Flach groeide op in Brazilië, waar zijn ouders zendeling waren. Van 1989 tot 1992 studeerde hij in Nederland aan de Centrale Pinkster Bijbelschool, (later Azusa Theologische Hogeschool). Later werd hij zelf door de organisatie Eljakim Brazilië Zending uitgezonden. Bij elkaar woonde hij 27 jaar in het Zuid-Amerikaanse land. Na zijn terugkeer in Nederland sloot Flach zich aan bij de evangelische gemeente Jozua in Dordrecht en vond hij werk bij de ggz-instelling De Hoop. Hij werd in 2010 algemeen secretaris bij de Verenigde Pinkster- en Evangeliegemeenten.
Flach volgde in 2015 Joop Gankema op als directeur van stichting Opwekking, organisator en samensteller van de gelijknamige conferentie en muziekbundel. Onder zijn leiding werden er voor het eerst vrouwen gevraagd om te spreken op het hoofdpodium tijdens de Opwekking-conferentie. In 2020 kon de conferentie voor het eerst sinds 1971 niet doorgaan vanwege de coronacrisis. Op initiatief van Flach werd er een digitale conferentie georganiseerd. In september 2023 kondigde Flach aan te vertrekken bij Stichting Opwekking. Hij nam afscheid na de pinksterconferentie in 2024.